# Cartola
Angenor de Oliveira, conosciuto come Cartola - corrispettivo del cappello "cilindro" in portoghese (Rio de Janeiro, 11 ottobre 1908 – Rio de Janeiro, 30 novembre 1980), è stato un cantante, compositore, chitarrista e poeta brasiliano.

## Biografia
Considerato da molti musicisti e critici come il miglior sambista della storia della musica brasiliana, Cartola nacque nel quartiere Catete di Rio de Janeiro, ma trascorse l'infanzia nel quartiere Laranjeiras. Ancora bambino si appassionò alla musica e al samba e imparò, grazie a suo padre, a suonare la chitarra e il cavaquinho. Si trasferì successivamente sulla collina di Mangueira dove stava nascendo una favela: qui conobbe Carlos Cachaça, poco più grande di lui, e altri bambas, iniziando ad avvicinarsi al mondo del samba.
A 15 anni, dopo la morte di sua madre, abbandonò gli studi e trovò lavoro come manovale in alcuni cantieri, iniziando ad indossare un cilindro per proteggersi dai calcinacci, guadagnandosi dai suoi colleghi il soprannome di Cartola.
Assieme ad un gruppo di amici sambisti, Cartola creò il Bloco dos Arengueiros, il cui nucleo fondò la Estação Primeira de Mangueira. Compose anche il primo samba per la scuola di samba, Chega de Demanda. I samba di Cartola divennero popolari negli anni trenta, cantati da voci illustri come Araci de Almeida, Carmen Miranda, Francisco Alves, Mário Reis e Silvio Caldas.
Agli inizi del decennio successivo, Cartola scomparve dalle scene musicali di Rio do Janeiro e fu dato per morto. Poco si sa su quel periodo, eccetto aver contratto una grave malattia - si crede fosse meningite - e aver perso la donna con cui viveva, Deolinda.
Cartola fu reincontrato nel 1956 dal giornalista Sérgio Porto mentre lavorava in un autolavaggio ad Ipanema. Grazie a Porto, Cartola tornò a cantare e a scrivere samba. Da lì fu riscoperto da una nuova generazione di cantanti ed interpreti.
Nel 1964, Cartola e la sua nuova compagna, Dona Zica, aprirono un ristorante, il Zicartola, in via da Carioca, punto di incontro della gioventù della zona sud di Rio e dei sambisti della collina. Il ristorante chiuse poco dopo e il compositore riprese a comporre samba.
Nel 1974, a 66 anni, Cartola registrò il primo dei suoi quattro dischi solista e la sua carriera rinacque con classici come As Rosas Não Falam, O Mundo é um Moinho, Acontece, O Sol Nascerá (con Elton Medeiros), Quem Me Vê Sorrindo (con Carlos Cachaça), Cordas de Aço, Alvorada e Alegria. Alla fine degli anni settanta, si trasferì da Mangueira in una casa a Jacarepaguá, dove abitò fino alla morte, avvenuta per un cancro alla tiroide, nel 1980.

## Discografia

Cartola nel 1970

### Album
- 1974 – Cartola
- 1976 – Cartola II
- 1977 – Verde Que Te Quero Rosa
- 1978 – Cartola 70 Anos
- 1982 – Cartola - Ao Vivo
- 1982 – Cartola - Documento Inédito